# Джорджо Галімберті
Джорджо Галімберті (італ. Giorgio Galimberti; нар. 5 вересня 1976) — колишній італійський тенісист.
Найвищу одиночну позицію світового рейтингу — 115 місце досяг 5 травня 2003, парну — 65 місце — 6 червня 2005 року.
Здобув 1 парний титул.
Найвищим досягненням на турнірах Великого шолома було 3 коло в парному розряді.
Завершив кар'єру 2007 року.

## Часовий графік результатів
| W | Ф | ПФ | ЧФ | #Р | КТ | К# | P# | DNQ | A | Z# | PO | G | S | B | NMS | NTI | P | NH |

### Одиночний розряд
| Турніри Великого шлему                 |     |     |     |     |     |     |     |     |     |     |     |     |     |     |       |     |     |
| Відкритий чемпіонат Австралії з тенісу |     |     |     |     |     | К1р | К1р |     |     |     | К1р | К1р | К2р |     | 0 / 0 | 0–0 | –   |
| Відкритий чемпіонат Франції з тенісу   |     |     |     |     | К1р |     | К3р |     | 1р  | 2р  | К2р | К1р | К1р |     | 0 / 2 | 1–2 | 33% |
| Вімблдонський турнір                   |     |     |     | К2р |     |     | К2р | К1р |     |     | К1р | К1р |     | К1р | 0 / 0 | 0–0 | –   |
| Відкритий чемпіонат США з тенісу       |     |     |     | К1р | 2р  | К2р | К2р | К2р | К1р | 1р  |     | 2р  | К1р |     | 0 / 3 | 2–3 | 40% |
| В-П                                    | 0–0 | 0–0 | 0–0 | 0–0 | 1–1 | 0–0 | 0–0 | 0–0 | 0–1 | 1–2 | 0–0 | 1–1 | 0–0 | 0–0 | 0 / 5 | 3–5 | 38% |
| Тур ATP Мастерс 1000                   |     |     |     |     |     |     |     |     |     |     |     |     |     |     |       |     |     |
| Індіан-Веллс                           |     |     |     |     |     |     |     |     |     |     | К2р |     |     |     | 0 / 0 | 0–0 | –   |
| Монте-Карло                            |     |     |     |     |     |     |     |     | К2р | К1р |     |     | К1р |     | 0 / 0 | 0–0 | –   |
| Рим                                    | К1р | К1р | К3р | К2р | 1р  | К1р |     |     | 2р  | 2р  | К2р |     | К2р |     | 0 / 3 | 2–3 | 40% |
| В-П                                    | 0–0 | 0–0 | 0–0 | 0–0 | 0–1 | 0–0 | 0–0 | 0–0 | 1–1 | 1–1 | 0–0 | 0–0 | 0–0 | 0–0 | 0 / 3 | 2–3 | 40% |

## Фінали турнірів ATP за кар'єру

### Парний розряд: 3 (1–2)
| Легенда                         |
| ------------------------------- |
| Турніри Великого шлема (0–0)    |
| Фінали Світового туру ATP (0–0) |
| Серія Мастерс ATP (0–0)         |
| Серія турнірів ATP (0–0)        |
| Світова серія ATP (1–2)         |

| Фінали за покриттям |
| ------------------- |
| Тверде (0–0)        |
| Ґрунт (0–1)         |
| Трава (0–0)         |
| Килим (1–1)         |

| Фінали за типом корту |
| --------------------- |
| Відкритий корт (0–1)  |
| Закритий корт (1–1)   |

| Результат | В-П | Дата     | Турнір          | Рівень           | Покриття | Партнер          | Суперники                     | Рахунок                  |
| --------- | --- | -------- | --------------- | ---------------- | -------- | ---------------- | ----------------------------- | ------------------------ |
| Поразка   | 0–1 | Чер 1998 | Болонья, Італія | Серія Інтернешнл | Ґрунт    | Массімо Валері   | Брендон Коуп Паул Роснер      | 6–7, 3–6                 |
| Поразка   | 0–2 | Лют 2004 | Мілан, Італія   | Серія Інтернешнл | Килим    | Даніеле Браччалі | Джаред Палмер Павел Візнер    | 4–6, 4–6                 |
| Перемога  | 1–2 | Лют 2005 | Мілан, Італія   | Серія Інтернешнл | Килим    | Даніеле Браччалі | Арно Клеман Жан-Франсуа Башло | 6–7(8–10), 7–6(8–6), 6–4 |

## Фінали ATP Челленджер і ITF Ф'ючерс

### Одиночний розряд: 12 (5–7)
| Легенда              |
| -------------------- |
| ATP Челленджер (3–4) |
| ITF Ф'ючерс (2–3)    |

| Фінали за покриттям |
| ------------------- |
| Тверде (1–3)        |
| Ґрунт (4–4)         |
| Трава (0–0)         |
| Килим (0–0)         |

| Результат | В-П | Дата     | Турнір                | Рівень     | Покриття | Суперник            | Рахунок       |
| --------- | --- | -------- | --------------------- | ---------- | -------- | ------------------- | ------------- |
| Поразка   | 0–1 | Тра 1998 | Італія F5, Фраскаті   | Ф'ючерс    | Ґрунт    | Агустін Кальєрі     | 1–6, 2–6      |
| Поразка   | 0–2 | Чер 1998 | Італія F8, Брессаноне | Ф'ючерс    | Ґрунт    | Радован Светлик     | 1–6, ret.     |
| Поразка   | 0–3 | Лип 1999 | Ольбія, Італія        | Челленджер | Тверде   | Стефано Пескосолідо | 7–6, 4–6, 6–7 |
| Перемога  | 1–3 | Тра 2001 | Будапешт, Угорщина    | Челленджер | Ґрунт    | Яркко Ніємінен      | 6–4, 5–7, 6–1 |
| Перемога  | 2–3 | Чер 2001 | Італія F5, Павія      | Ф'ючерс    | Ґрунт    | Томас Шислінґ       | 6–2, 7–6(7–4) |
| Поразка   | 2–4 | Лип 2001 | Сассуоло, Італія      | Челленджер | Тверде   | Аттіла Шавольт      | 4–6, 5–7      |
| Поразка   | 2–5 | Січ 2002 | США F2, Дельрей-Біч   | Ф'ючерс    | Тверде   | Ігор Куніцин        | 4–6, 2–6      |
| Поразка   | 2–6 | Чер 2002 | Лугано, Швейцарія     | Челленджер | Ґрунт    | Гільєрмо Кор'я      | 3–6, 0–6      |
| Перемога  | 3–6 | Тра 2003 | Рим, Італія           | Челленджер | Ґрунт    | Віктор Генеску      | 6–2, 6–4      |
| Перемога  | 4–6 | Лют 2005 | Італія F1, Тренто     | Ф'ючерс    | Тверде   | Ладо Чихладзе       | 7–5, 7–6(9–7) |
| Перемога  | 5–6 | Лип 2005 | Мантуя, Італія        | Челленджер | Ґрунт    | Франческо Альді     | 6–3, 6–3      |
| Поразка   | 5–7 | Лип 2006 | Мантуя, Італія        | Челленджер | Ґрунт    | Крістіан Вільяґран  | 2–6, 7–5, 4–6 |

### Парний розряд: 39 (28–11)
| Легенда               |
| --------------------- |
| ATP Челленджер (24–7) |
| ITF Ф'ючерс (4–4)     |

| Фінали за покриттям |
| ------------------- |
| Тверде (3–3)        |
| Ґрунт (22–7)        |
| Трава (0–0)         |
| Килим (3–1)         |

| Результат | В-П   | Дата     | Турнір                            | Рівень     | Покриття | Партнер                 | Суперники                              | Рахунок                 |
| --------- | ----- | -------- | --------------------------------- | ---------- | -------- | ----------------------- | -------------------------------------- | ----------------------- |
| Поразка   | 0–1   | Вер 1995 | Мерано, Італія                    | Челленджер | Ґрунт    | Федеріко Ровай          | Крістіан Бранді Ігор Гауді             | 6–7, 3–6                |
| Перемога  | 1–1   | Лип 1997 | Венеція, Італія                   | Челленджер | Ґрунт    | Массімо Валері          | Давід Родіті Мартін Родрігес           | 6–4, 0–6, 7–6           |
| Поразка   | 1–2   | Бер 1998 | Італія F1, Кальярі                | Ф'ючерс    | Ґрунт    | Массімо Валері          | Радек Штепанек Міхал Табара            | 5–7, 7–6, 4–6           |
| Поразка   | 1–3   | Кві 1998 | Італія F4, Рим                    | Ф'ючерс    | Ґрунт    | Массімо Валері          | Агустін Кальєрі Ігор Шарич             | 3–6, 4–6                |
| Перемога  | 2–3   | Тра 1998 | Італія F5, Фраскаті               | Ф'ючерс    | Ґрунт    | Массімо Валері          | Омар Кампорезе Іван Любичич            | 7–6, 6–1                |
| Перемога  | 3–3   | Тра 1998 | Італія F7, Парма                  | Ф'ючерс    | Ґрунт    | Массімо Валері          | Яхія Думбіа Алешандре Сімоні           | 7–5, 3–6, 7–5           |
| Поразка   | 3–4   | Лип 1998 | Мерано, Італія                    | Челленджер | Ґрунт    | Массімо Валері          | Пабло Альбано Ніколас Лапентті         | 1–6, 1–6                |
| Поразка   | 3–5   | Бер 1999 | Кіото, Японія                     | Челленджер | Килим    | Лі Хьон Тхек            | Юліан Ноул Лоренцо Манта               | 1–6, 7–6, 2–6           |
| Перемога  | 4–5   | Тра 1999 | Італія F5, Рим                    | Ф'ючерс    | Ґрунт    | Філіппо Мессорі         | Джанлука Лудді Стефано Таралло         | 6–1, 6–3                |
| Перемога  | 5–5   | Лип 1999 | Ольбія, Італія                    | Челленджер | Тверде   | Омар Кампорезе          | Філіппо Мессорі Массімо Валері         | 6–4, 6–1                |
| Перемога  | 6–5   | Лют 2000 | Любек, Німеччина                  | Челленджер | Килим    | Дієго Наргісо           | Карстен Браш Дірк Діер                 | 6–4, 6–4                |
| Перемога  | 6–5   | Вер 2000 | США F22B, East Setauket           | Ф'ючерс    | Ґрунт    | Фазалуддін Сієд         | Джоел Мак-Ґреґор Ненад Тороман         | 6–7(5–7), 7–5, 6–4      |
| Перемога  | 7–5   | Гру 2000 | Мілан, Італія                     | Челленджер | Килим    | Жорж Бастл              | Філіппо Мессорі Вінченцо Сантопадре    | 6–4, 7–6(7–4)           |
| Поразка   | 7–6   | Січ 2001 | США F3, Галландейл                | Ф'ючерс    | Тверде   | Ноам Бер                | Фредерік Ніємеєр Жоселін Робішо        | 6–7(4–7), 3–6           |
| Поразка   | 7–7   | Лют 2001 | Чандігарх, Індія                  | Челленджер | Тверде   | Нір Велгрін             | Франтішек Чермак Радек Штепанек        | 4–6, 2–6                |
| Перемога  | 8–7   | Вер 2001 | Бриндізі, Італія                  | Челленджер | Ґрунт    | Даніеле Браччалі        | Крістіан Бранді Урос Віко              | 2–6, 7–6(7–5), 7–6(7–3) |
| Поразка   | 8–8   | Січ 2002 | США F1, Авентюра                  | Ф'ючерс    | Тверде   | Їв Аллегро              | Томас Блейк Кристіян Чапалик           | 3–6, 7–6(7–2), 1–6      |
| Перемога  | 9–8   | Лют 2002 | Даллас, США                       | Челленджер | Тверде   | Фредерік Ніємеєр        | Гантлі Монтґомері Браян Вехели         | 7–6(7–1), 6–4           |
| Перемога  | 10–8  | Кві 2002 | Санремо, Італія                   | Челленджер | Ґрунт    | Даніеле Браччалі        | Крістіан Бранді Ренцо Фурлан           | 6–3, 6–4                |
| Перемога  | 11–8  | Чер 2002 | Б'єлла, Італія                    | Челленджер | Ґрунт    | Домінік Грбатий         | Ешлі Фішер Натан Гілі                  | 3–6, 6–3, 7–5           |
| Перемога  | 12–8  | Чер 2002 | Лугано, Швейцарія                 | Челленджер | Ґрунт    | Еміліо Бенфеле Альварес | Крістіан Кордас Кім Тіїлікайнен        | 4–6, 7–6(7–5), 6–3      |
| Перемога  | 13–8  | Лип 2002 | Мантуя, Італія                    | Челленджер | Ґрунт    | Массімо Бертоліні       | Хосе Арнедо Джозеф Сіріанні            | 5–7, 6–2, 7–6(9–7)      |
| Перемога  | 14–8  | Гру 2002 | Мілан, Італія                     | Челленджер | Килим    | Массімо Бертоліні       | Джонатан Ерліх Александар Кітінов      | 7–6(7–4), 2–6, 7–6(7–4) |
| Поразка   | 14–9  | Бер 2003 | Барлетта, Італія                  | Челленджер | Ґрунт    | Массімо Бертоліні       | Себастьян Прієто Серхіо Ройтман        | 3–6, 6–3, 3–6           |
| Перемога  | 15–9  | Кві 2003 | Неаполь, Італія                   | Челленджер | Ґрунт    | Массімо Бертоліні       | Амір Хадад Крістоф Рохус               | 2–6, 7–5, 6–4           |
| Перемога  | 16–9  | Бер 2004 | Кальярі, Італія                   | Челленджер | Ґрунт    | Томас Беренд            | Вернер Ешауер Даніель Коллерер         | 6–2, 6–1                |
| Перемога  | 17–9  | Кві 2004 | Ольбія, Італія                    | Челленджер | Ґрунт    | Даніеле Браччалі        | Ермес Гамональ Ігнасіо Гонсалес-Кінг   | 6–3, 6–4                |
| Перемога  | 18–9  | Кві 2004 | Неаполь, Італія                   | Челленджер | Ґрунт    | Томас Беренд            | Міхал Табара Їржі Ванек                | 6–1, 6–3                |
| Перемога  | 19–9  | Тра 2004 | Санремо, Італія                   | Челленджер | Ґрунт    | Даніеле Браччалі        | Мануель Джоркуера Дієго Мояно          | 4–6, 7–6(8–6), 6–2      |
| Перемога  | 20–9  | Тра 2004 | Турин, Італія                     | Челленджер | Ґрунт    | Леонардо Аццаро         | Ермес Гамональ Адріан Гарсія           | 6–1, 6–3                |
| Перемога  | 21–9  | Чер 2004 | Лугано, Швейцарія                 | Челленджер | Ґрунт    | Еміліо Бенфеле Альварес | Енцо Артоні Ігнасіо Гонсалес Кінґ      | 6–4, 6–3                |
| Перемога  | 22–9  | Лип 2004 | Мантуя, Італія                    | Челленджер | Ґрунт    | Даніеле Браччалі        | Флавіо Чіполла Алессандро Мотті        | 6–0, 6–4                |
| Перемога  | 23–9  | Лип 2004 | Сан-Бенедетто-дель-Тронто, Італія | Челленджер | Ґрунт    | Даніеле Браччалі        | Андрес Дельяторре Ніколас Тодеро       | 6–4, 7–5                |
| Перемога  | 24–9  | Лип 2004 | Ріміні, Італія                    | Челленджер | Ґрунт    | Даніеле Браччалі        | Стефано Коболлі Вінченцо Сантопадре    | без гри                 |
| Поразка   | 24–10 | Сер 2005 | Трані, Італія                     | Челленджер | Ґрунт    | Іраклій Лабадзе         | Карлос Берлок Крістіан Вільяґран       | 6–4, 2–6, 4–6           |
| Перемога  | 25–19 | Лют 2006 | Бергамо, Італія                   | Челленджер | Тверде   | Даніеле Браччалі        | Крістофер Кас Вінченцо Сантопадре      | 7–5, 0–6, [13–11]       |
| Перемога  | 26–10 | Чер 2006 | Лугано, Швейцарія                 | Челленджер | Ґрунт    | Олівер Марах            | Леонардо Аццаро Серхіо Ройтман         | 7–5, 6–3                |
| Перемога  | 27–10 | Чер 2006 | Мілан, Італія                     | Челленджер | Ґрунт    | Харел Леві              | Фред Жіл Хуан-Альберт Вілока-Пуїг      | 6–3, 6–3                |
| Поразка   | 27–11 | Лип 2006 | Реджо-нель-Емілія, Італія         | Челленджер | Ґрунт    | Алессандро Мотті        | Фабіо Коланджело Джанкарло Петраццуоло | 3–6, 4–6                |
| Перемога  | 28–11 | Чер 2007 | Сассуоло, Італія                  | Челленджер | Ґрунт    | Марсіу Торріс           | Даніеле Джорджині Андреа Стоппіні      | 6–3, 6–7(2–7), [10–6]   |

## Фінали юніорських турнірів Великого шлему

### Одиночний розряд: 1 (1 поразка)
| Результат | Рік  | Турнір                               | Покриття | Суперник    | Рахунок  |
| --------- | ---- | ------------------------------------ | -------- | ----------- | -------- |
| Поразка   | 1994 | Відкритий чемпіонат Франції з тенісу | Ґрунт    | Хакобо Діас | 3–6, 6–7 |